# تحقيق السلام باستخدام القوة

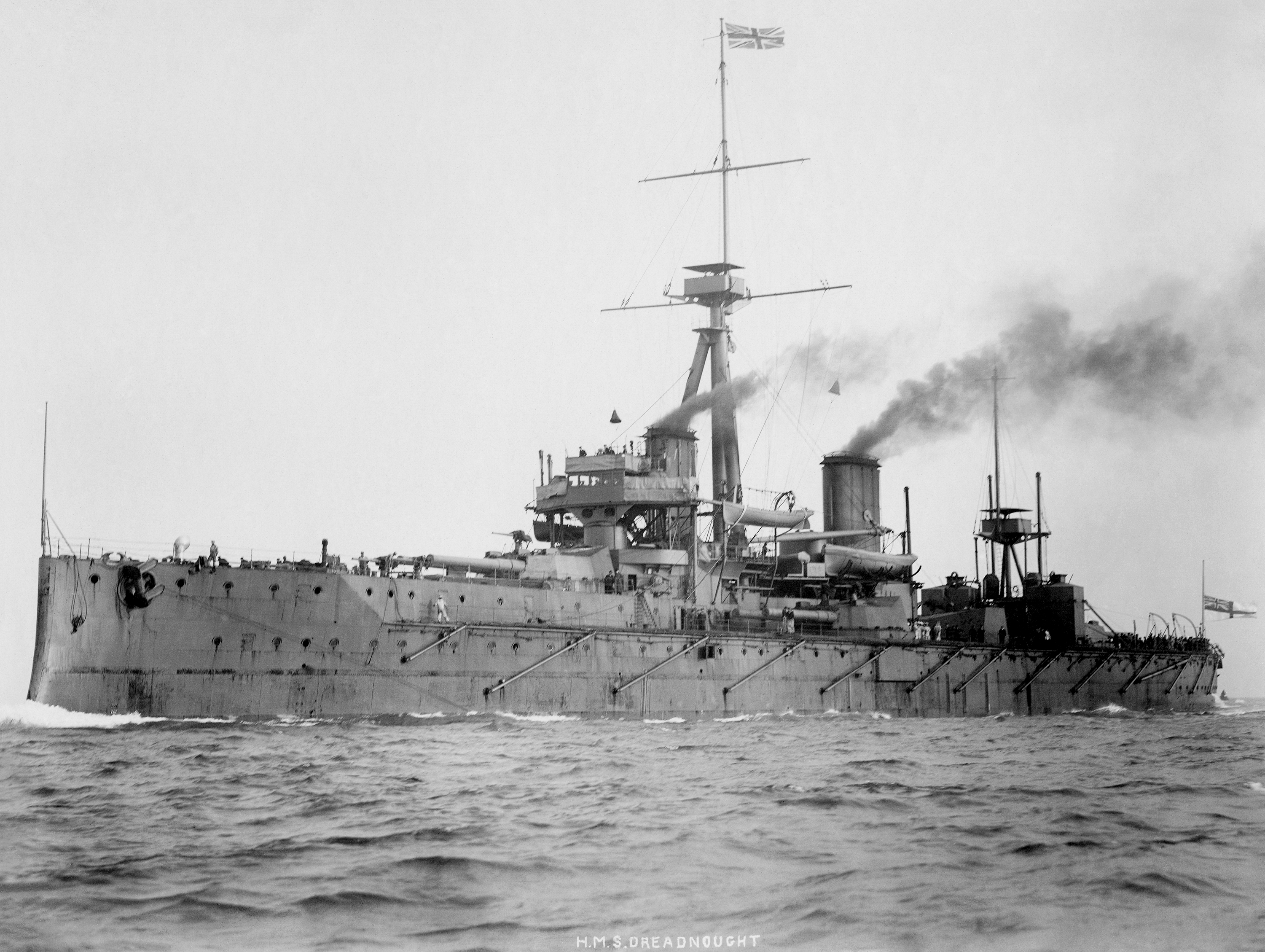

«تحقيق السلام باستخدام القوة» هو مفهوم وعبارة قديمة تعني أن قوة السلاح هي العنصر اللازم لتحقيق السلام. وهذه العبارة قديمة جدًا، اشتهر باستخدامها العديد من القادة بدءًا من الإمبراطور الروماني هادريان في القرن الأول الميلادي، وحتى رونالد ريغان في ثمانينيات القرن العشرين. وكثيرًا ما ارتبط هذا المفهوم بالواقعية السياسية. وفي عام 2011، رفعت مؤسسة مجلس الأمن الأمريكية، وهي منظمة محافظة صغيرة غير هادفة للربح يرأسها طبيب أسنان في سيباستيان، بفلوريدا، دعوى للمطالبة بحقها في استخدام العبارة كعلامة تجارية لها.

## معلومات تاريخية
يرجع تاريخ هذه العبارة والمفهوم إلى العصور القديمة. فقد قال الإمبراطور الروماني هادريان (76-138 م) إنه سعى إلى «تحقيق السلام باستخدام القوة، أو في حالة تعذر تحقيق السلام باستخدام التهديد». وكان سور هادريان رمزًا لهذه السياسة.

### أمريكا
«تحقيق السلام باستخدام القوة» هو عنوان كتاب عن خطة الدفاع التي وضعها برنارد باروخ، المستشار السابق للرئيس فرانكلين روزفلت لشؤون الحرب العالمية الثانية، والذي نشرته دار فارار وستراوس ويونغ للنشر عام 1952. وخلال الحملة الرئاسية الأمريكية عام 1964، أنفق الحزب الجمهوري نحو خمسة ملايين دولار على فقرات تلفزيونية متعلقة «بتحقيق السلام باستخدام القوة». وبالنسبة لمؤيدي الصاروخ إم إكس في سبعينيات القرن العشرين، فقد كان الصاروخ يرمز إلى «تحقيق السلام باستخدام القوة».”

#### رونالد ريغان والحزب الجمهوري
استخدم رونالد ريغان هذه العبارة في الحملات السياسية خلال منافسته الانتخابية مع جيمي كارتر في عام 1980، متهمًا القيادة الضعيفة والمتذبذبة بأنها دعت الأعداء لمهاجمة الولايات المتحدة وحلفائها. واعتبرها ريغان لاحقًا إحدى الدعائم الأساسية للسياسة الخارجية باعتباره رئيسًا للولايات المتحدة. وفي عام 1983، أوضح ذلك على النحو التالي:
«نحن نعلم أن السلام هو الشرط الذي بموجبه تزدهر البشرية. ولكن السلام لا يتواجد بمحض إرادته. إنه يعتمد علينا، وعلى شجاعتنا في بنائه وتحصينه ونقله إلى الأجيال القادمة. قد تبدو كلمات جورج واشنطن اليوم صعبة وباردة، ولكن التاريخ قد أثبت مرارًا وتكرارًا أنه كان على حق. وقال» أن تكون على استعداد للحرب" "هو إحدى أكثر الوسائل فاعلية لحفظ السلام«. حسنًا، بالنسبة للذين يعتقدون أن القوة تثير النزاع، كان لويل روجرز رده الخاص به. فقد قال عن بطل العالم للوزن الثقيل في عصره:» لم أر قط أي شخص يهين جاك ديمبسي.”
اعتمد العديد هذا النهج لإجبار الاتحاد السوفيتي على خسارة سباق التسلح وإنهاء الحرب الباردة. و«تحقيق السلام باستخدام القوة» هو الشعار الرسمي لحاملة الطائرات التي تعمل بالطاقة النووية من فئة نيميتز، يو إس إس رونالد ريغان (CVN-76).
وقد ظهرت عبارة «تحقيق السلام باستخدام القوة» في البرامج الانتخابية للحزب الجمهوري في عام 1980، و1984، و1988، و1992، و1996، و2000، و2008، و2012.

## الانتقادات
بالنسبة لأندرو باسيفيتش، "يولد الاعتقاد في فاعلية القوة العسكرية ميلاً لاستخدام تلك القوة. ويتحول "تحقيق السلام باستخدام القوة "بسهولة إلى "تحقيق السلام من خلال الحرب".”
وقد استخدم جيم جورج من الجامعة الوطنية الأسترالية هذا المصطلح لوصف جزء مما يقول إنه السياسة الخارجية لشتراوس والمحافظين الجدد في إدارة جورج دبليو بوش.
تم استخدام الانعكاس الصوري لعبارة «القوة من خلال تحقيق السلام» في بعض الأحيان لتوجيه انتقادات إلى النظام العسكري للدبلوماسية التي يدعو إليها مفهوم «تحقيق السلام باستخدام القوة». اعتمد عضو الكونجرس عن ولاية أوهايو دينيس كيوسينيتش مفهوم «القوة من خلال تحقيق السلام» شعارًا له خلال ترشحه للسباق الرئاسي عام 2008، كجزء من برنامجه الانتخابي كمرشح للسلام ومعارض لحرب العراق.

## النزاع على العلامة التجارية
خلال رئاسة ريغان، سعت منظمة مجلس الأمن الأمريكية غير الهادفة للربح والمؤسسة التي تقوم بإيصال الرسائل المباشرة الهادفة للربح والتابعة لها، شركة الاتصالات الأمريكية، للتأثير على السياسة الخارجية للولايات المتحدة من خلال الترويج للفكرة، ولكن بعد انهيار الاتحاد السوفيتي عام 1991 تم تجاهلها بينما واصلت المنظمات الأخرى تعزيز الشعار. واستخدمت أيضًا مؤسسة التراث ومركز السياسة الأمنية (CSP) المصطلح في الطباعة. وقد سجلت منظمة مجلس الأمن الأمريكية علامة تجارية للعبارة في أبريل عام 2011. وفي سبتمبر 2012، رفعت منظمة مجلس الأمن الأمريكية دعوى انتهاك العلامة التجارية ضد مؤسسة التراث ومركز السياسة الأمنية وفرانك غافني، مما دفع صحيفة واشنطن سيتي للسخرية من مدير عمليات منظمة مجلس الأمن الأمريكية، جاري جيمس، الذي على ما يبدو كان يحرر مقالة ويكيبيديا الموسوعة الإلكترونية التي كانت تحمل عنوان «تحقيق السلام باستخدام القوة» ولذلك كانت «مشبعة... بالإشارات إلى منظمة مجلس الأمن الأمريكية».